# Miloš Krpan
Miloš Krpan (Lipe, 27. srpnja 1862. – Dubovik, 23. studenoga 1931.), hrvatski novinar, osnivača radničkog pokreta Hrvatske i Slavonije i učitelj.

## Vanjske poveznice
- Centar za anarhističke studije  Arhivirana inačica izvorne stranice od 7. prosinca 2010. (Wayback Machine)